# Seattle SuperSonics 1996-1997
La stagione 1996-97 dei Seattle SuperSonics fu la 30ª nella NBA per la franchigia.
I Seattle SuperSonics vinsero la Pacific Division della Western Conference con un record di 57-25. Nei play-off vinsero il primo turno con i Phoenix Suns (3-2), perdendo poi la semifinale di conference con gli Houston Rockets (4-3).

## Roster
| N° | Naz.                   | Ruolo | Sportivo        | Anno | Alt. | Peso |
| -- | ---------------------- | ----- | --------------- | ---- | ---- | ---- |
| 3  | Stati Uniti (bandiera) | GA    | Craig Ehlo      | 1961 | 198  | 82   |
| 10 | Stati Uniti (bandiera) | GA    | Nate McMillan   | 1964 | 196  | 88   |
| 11 | Germania (bandiera)    | A     | Detlef Schrempf | 1963 | 206  | 97   |
| 13 | Stati Uniti (bandiera) | G     | Eric Snow       | 1973 | 191  | 86   |
| 14 | Stati Uniti (bandiera) | AC    | Sam Perkins     | 1961 | 206  | 107  |
| 20 | Stati Uniti (bandiera) | G     | Gary Payton     | 1968 | 193  | 82   |
| 21 | Stati Uniti (bandiera) | G     | Greg Graham     | 1970 | 193  | 79   |
| 22 | Stati Uniti (bandiera) | C     | Jim McIlvaine   | 1972 | 216  | 109  |
| 23 | Stati Uniti (bandiera) | A     | Larry Stewart   | 1968 | 203  | 100  |
| 24 | Stati Uniti (bandiera) | AC    | Antonio Harvey  | 1970 | 211  | 102  |
| 25 | Stati Uniti (bandiera) | GA    | David Wingate   | 1963 | 196  | 84   |
| 27 | Stati Uniti (bandiera) | C     | Elmore Spencer  | 1969 | 213  | 122  |
| 33 | Stati Uniti (bandiera) | G     | Hersey Hawkins  | 1966 | 191  | 86   |
| 34 | Stati Uniti (bandiera) | A     | Terry Cummings  | 1961 | 206  | 100  |
| 40 | Stati Uniti (bandiera) | AC    | Shawn Kemp      | 1969 | 208  | 104  |
| 55 | Stati Uniti (bandiera) | AC    | Steve Scheffler | 1967 | 206  | 113  |

## Staff tecnico
- Allenatore: George Karl
- Vice-allenatori: Dwane Casey, Tim Grgurich, Terry Stotts, Bob Weiss